# Coppa del mondo di corsa in montagna 2001
La Coppa del mondo di corsa in montagna 2001 si è disputata su sei prove sotto il nome di "WMRA Grand Prix" . La coppa maschile è stata vinta da Marco De Gasperi, quella femminile da Izabela Zatorska.

## Gare di coppa del mondo 2001
Per il 2001 le gare valevoli per la coppa del mondo erano sei, contano i migliori tre risultati. Un atleta entra in classifica finale a condizione di aver raccolto punti in almeno due competizioni valevoli per la coppa.
| Gara | Nome della gara          | Luogo di svolgimento | Data         | Nazione  |
| ---- | ------------------------ | -------------------- | ------------ | -------- |
| 1    | Seegrube Berglauf        | Innsbruck            | 17 giugno    | Austria  |
| 2    | Snowdon                  | Llanberis            | 28 luglio    | Galles   |
| 3    | Challenge Stellina       | Susa                 | 26 agosto    | Italia   |
| 4    | Kitzbühelerhorn Berglauf | Kitzbühel            | 2 settembre  | Austria  |
| 5    | Mondiali ad Arta Terme   | Arta Terme           | 16 settembre | Italia   |
| 6    | Smarna Gora              | Lubiana              | 6 ottobre    | Slovenia |

## Punteggi
Ecco come sono stati ripartiti i punti per la coppa del mondo 2001. Dal primo al ventesimo rango.
| Rango | Punti |
| ----- | ----- |
| 1°    | 100   |
| 2°    | 90    |
| 3°    | 85    |
| 4°    | 80    |
| 5°    | 75    |
| 6°    | 70    |
| 7°    | 65    |
| 8°    | 60    |
| 9°    | 55    |
| 10°   | 50    |

| Rango | Punti |
| ----- | ----- |
| 11°   | 45    |
| 12°   | 40    |
| 13°   | 35    |
| 14°   | 30    |
| 15°   | 25    |
| 16°   | 20    |
| 17°   | 15    |
| 18°   | 10    |
| 19°   | 5     |
| 20°   | 1     |

## Uomini
Classifica finale. I risultati di stralcio sono barrati.
| Pos. | Atleta            | Anno | Nazione       | Gara 1 | Gara 2 | Gara 3 | Gara 4 | Gara 5 | Gara 6 | Totale |
| ---- | ----------------- | ---- | ------------- | ------ | ------ | ------ | ------ | ------ | ------ | ------ |
| 1    | Marco De Gasperi  | 1977 | Italia        |        | 100    |        |        | 100    | 90     | 290    |
| 2    | Jonathan Wyatt    | 1972 | Nuova Zelanda |        |        | 100    | 100    |        | 85     | 285    |
| 3    | Emanuele Manzi    | 1977 | Italia        |        | 90     |        |        | 90     | 100    | 280    |
| 4    | Martin Cox        | 1969 | Inghilterra   | 90     |        | 90     | 85     |        | 1      | 265    |
| 5    | Antonio Molinari  | 1967 | Italia        | 100    |        | 85     | 70     | 20     | 60     | 255    |
| 6    | Billy Burns       | 1967 | Inghilterra   |        |        |        | 90     | 85     | 55     | 230    |
| 7    | Lucio Fregona     | 1964 | Italia        |        |        | 75     |        | 75     | 80     | 230    |
| 8    | Paul Crake        | 1976 | Australia     |        |        | 70     | 65     | 15     | 70     | 205    |
| 9    | Robert Quinn      | 1965 | Scozia        | 85     |        |        | 50     |        | 65     | 200    |
| 10   | Marco Gaiardo     | 1970 | Italia        |        |        | 80     | 75     |        |        | 155    |
| 11   | Rudolf Reitberger | 1971 | Austria       | 70     |        |        | 40     |        | 35     | 145    |
| 12   | Thierry Breuil    | 1972 | Francia       |        |        |        |        | 65     | 75     | 140    |
| 13   | Thierry Icart     | 1968 | Francia       | 50     |        | 45     |        |        | 45     | 140    |
| 14   | John Taylor       | 1969 | Inghilterra   |        | 85     | 50     |        |        |        | 135    |
| 15   | Bostjan Novak     | 1970 | Slovenia      | 40     | 60     |        |        |        | 25     | 125    |
| 16   | Franco Torresani  | 1962 | Italia        |        | 70     |        | 35     |        | 15     | 120    |
| 17   | Richard Shelley   | 1961 | Stati Uniti   |        |        | 65     | 45     |        |        | 110    |
| 18   | Silvain Richard   | 1966 | Francia       |        |        | 55     |        | 35     |        | 90     |
| 19   | Markus Kröll      | 1972 | Austria       | 55     |        |        | 1      |        |        | 56     |
| 20   | Alfred Mandl      | 1974 | Austria       | 45     |        |        | 5      |        |        | 50     |
| 21   | Gerald Habison    | 1965 | Austria       | 30     |        |        | 10     |        |        | 40     |

## Donne
Classifica finale
| Pos. | Atleta               | Anno | Nazione       | Gara 1 | Gara 2 | Gara 3 | Gara 4 | Gara 5 | Gara 6 | Totale |
| ---- | -------------------- | ---- | ------------- | ------ | ------ | ------ | ------ | ------ | ------ | ------ |
| 1    | Izabela Zatorska     | 1962 | Polonia       | 90     | 100    | 100    | 90     | 85     | 100    | 300    |
| 2    | Melissa Moon         | 1969 | Nuova Zelanda |        |        | 90     | 100    | 100    |        | 290    |
| 3    | Angela Mudge         | 1970 | Scozia        | 100    |        |        | 85     | 75     | 90     | 275    |
| 4    | Ludmilla Melicherova | 1964 | Slovacchia    | 85     |        | 85     | 75     | 65     | 85     | 255    |
| 5    | Ruth Pickvance       | 1961 | Inghilterra   | 80     |        | 80     | 70     | 10     |        | 230    |
| 6    | Helen Jackson        | 1978 | Inghilterra   | 75     | 90     | 60     | 60     |        |        | 225    |
| 7    | Clare Miller         | 1976 | Scozia        | 60     | 85     |        |        |        | 70     | 215    |
| 8    | Anna Pichrtova       | 1973 | Rep. Ceca     |        |        |        | 80     | 90     |        | 170    |
| 9    | Irena Czuta-Pakosz   | 1966 | Polonia       |        |        |        | 65     | 1      | 65     | 131    |
| 10   | Elizabeth Singer     | 1962 | Austria       | 70     |        |        | 50     |        |        | 120    |
| 11   | Nicola Thompson      | 1968 | Inghilterra   | 40     | 60     | 10     | 20     |        |        | 120    |
| 12   | Sonia Armitage       | 1960 | Scozia        | 30     | 75     |        |        |        |        | 105    |
| 13   | Mateja Sustarsic     | 1973 | Slovenia      | 5      | 50     |        |        |        | 50     | 105    |
| 14   | Maria Emberger       | 1954 | Austria       | 10     |        |        | 5      |        |        | 15     |
| 15   | Verena Lechner       | 1964 | Austria       | 1      |        |        | 10     |        |        | 11     |